# Yonder Alonso
Yonder Alonso (L'Avana, 8 aprile 1987) è un ex giocatore di baseball cubano.

## Carriera

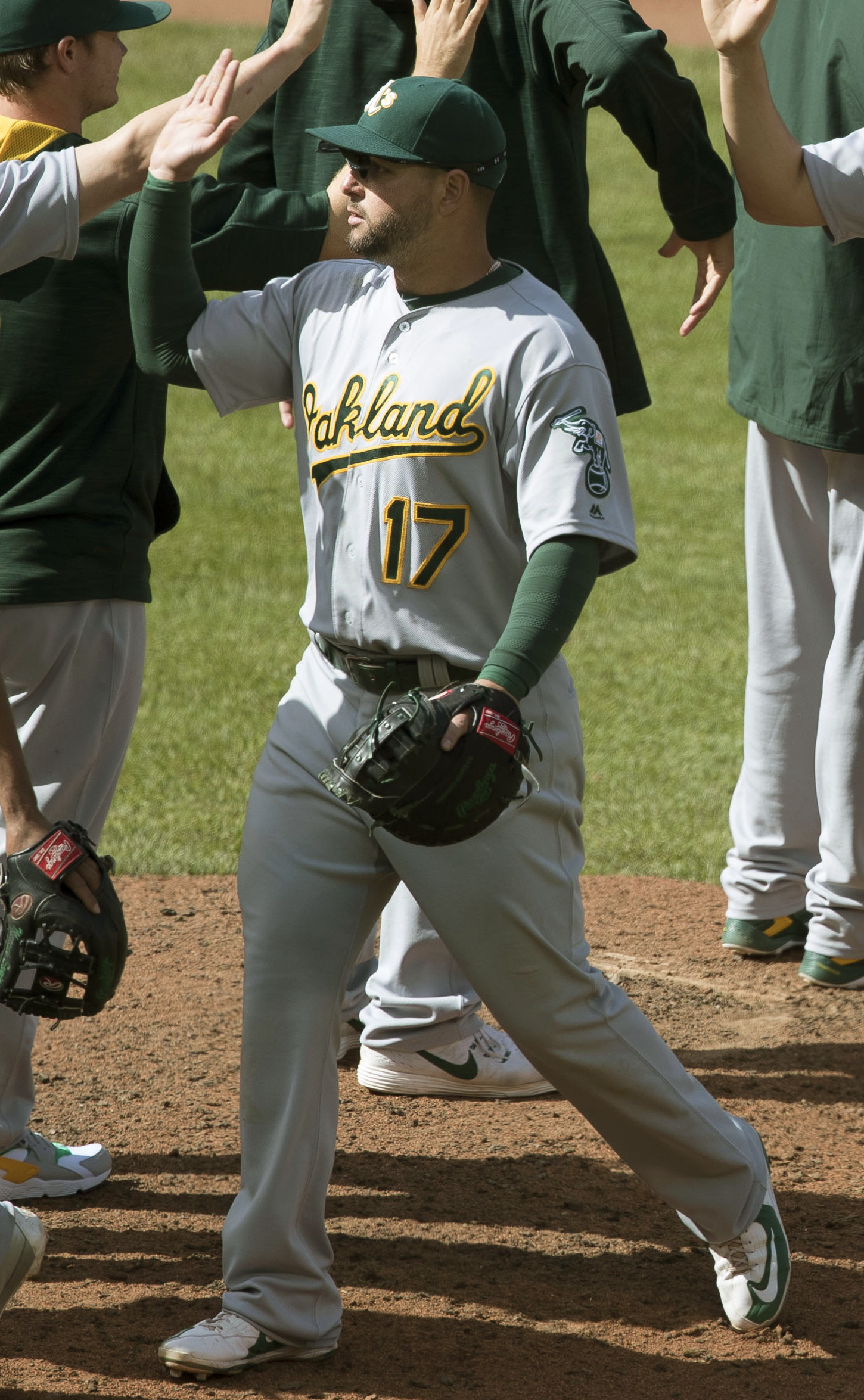
Alonso con gli Athletics nel 2016

### Gli Inizi e Minor League
La famiglia Alonso defezionò da Cuba assieme a Yonder nel 1996, insediandosi a Miami. Il padre giocò e allenò gli Industriales, squadra di baseball dell'Avana militante nel campionato cubano di baseball. Frequentò la Coral Gables High School di Coral Gables, Florida e venne originariamente selezionato dai Minnesota Twins, nel sedicesimo turno del draft MLB 2005, ma scelse di non firmare e si iscrisse all'Università di Miami con sede Coral Gables. Entrò nel professionismo quando fu scelto, nel primo turno come settimo assoluto del draft 2008, dai Cincinnati Reds. Giocò nello stesso anno nella classe A-avanzata. Nel 2009 partecipò a 49 partite nella classe A-avanzata, 29 nella Doppia-A e 6 nella classe Rookie.

### Major League Baseball
Debuttò nella MLB il 1º settembre 2010 al Great American Ball Park di Cincinnati, contro i Milwaukee Brewers. Tre giorni dopo, nella sua seconda partita, batté la sua prima valida contro i St. Louis Cardinals. Concluse la stagione con 22 partite disputate nella MLB e 132 nella minor league (31 nella Doppia-A e 101 nella Tripla-A).
Il 6 agosto 2011 contro i Cubs, Alonso colpì il suo primo fuoricampo.
Dopo avere faticato a livello difensivo nel 2011, il 17 dicembre Alonso, assieme a Edinson Vólquez, Yasmani Grandal e Brad Boxberger, fu scambiato con i San Diego Padres per Mat Latos. Nella prima stagione con la nuova maglia giocò come prima base titolare in 144 partite, battendo con una media di .273 e 9 fuoricampo.
Il 2 dicembre 2015, i Padres scambiarono Alonso e Marc Rzepczynski con gli Oakland Athletics per Drew Pomeranz, José Torres e Jabari Blash. Nel 2016, Alonso batté 7 fuoricampo, 56 punti battuti a casa (RBI) e concluse con un media battuta di .253. Nella prima metà della stagione 2017 batté un record in carriera di 20 fuoricampo, venendo convocato per il primo All-Star Game della carriera, l'unico giocatore degli A's selezionato.
Il 6 agosto 2017, gli Athletics scambiarono Alonso con i Seattle Mariners per Boog Powell. Il 2 novembre divenne free agent.
Il 20 dicembre 2017, Alonso firmò un contratto di due anni con i Cleveland Indians per 16 milioni di dollari. La notizia venne ufficializzata il 23 dicembre.
Il 15 dicembre 2018, gli Indians scambiarono Alonso con i Chicago White Sox per Alex Call. Il 28 giugno 2019, i White Sox designarono per la riassegnazione Alonso, svincolandolo dalla franchigia il 3 luglio.
L'11 giugno 2019, Alonso firmò un contratto di minor league con i Colorado Rockies ed a fine stagione divenne free agent.
Il 14 febbraio 2020, Alonso firmò un contratto di minor league con gli Atlanta Braves.
L'11 agosto 2020, i Braves scambiarono Alonso con i San Diego Padres in cambio di una somma in denaro. Divenne free agent il 2 novembre, concludendo la stagione senza aver disputato nessuna partita.
Il 20 novembre 2020, Alonso annunciò il suo ritiro dal baseball professionistico, tramite il suo account Instagram.

## Palmarès
- MLB All-Star: 1

2017
- Giocatore della settimana: 1

AL: 7 maggio 2017